# КиївЕкспоПлаза
«КиївЕкспоПлаза» (також KyivExpoPlaza) — виставковий і конгресцентр України, в якому проходять провідні національні та міжнародні виставки. Щорічно у виставках беруть участь більше 8 000 компаній (у тому числі 1 500 іноземних) з 59 країн світу. Виставки відвідує більше 600 тисяч людей[джерело?].

## Історія
Виставковий центр розпочав свою роботу у лютому 2003 року. Визнаний Всесвітньою асоціацією виставкової індустрії UFI в категорії «виставковий центр» у 2004 році.

## Заходи
Більш ніж половина сертифікованих UFI українських виставок проходять тут. Серед основних організаторів виставок, які з першого дня працювали у «КиївЕкспоПлазі», компанії: «Київський міжнародний контрактовий ярмарок» [Архівовано 17 Березня 2022 у Wayback Machine.] , компанія «Євроіндекс [Архівовано 20 Жовтня 2010 у Wayback Machine.]» — провідний організатор виставок В2В, Експоцентр «Наука» НАН України — генеральний забудовник виставкових стендів, Також треба зазначити такі виставкові компанії, як: «МЕДВІН», АККО Інтернешнл, НТК «Інститут електрозварювання ім. Є.О. Патона», «ТехЕкспо», «Turkel Fair org» і низка інших компаній.
Одночасно з виставками, у «КиївЕкспоПлазі» проходить велика кількість корпоративних заходів, чисельністю від 50 до 15 000 осіб. Організовуються корпоративні свята, конгреси, конференції та форуми.

## Технічне забезпечення
У виставковому центрі «КиївЕкспоПлаза» були створені умови для отримання цілого ряду комплексних послуг, необхідних для проведення міжнародних і національних виставок, ділових і корпоративних заходів, концертів, музичних фестивалів, спортивних змагань. На території є полігон для випробування важкої техніки та парк ландшафтних садів Greena Park.
- виставковий павільйон площею 9 000 м², має дві зони: зона А - 3 000 м² та ВС - 3 000 м².[5]
- вантажні теплозахисні ворота пропустять найпотужнішу важку техніку;
- габаритні розміри 192 x 50 м, висота стелі від 7,3 до 11,2 м, відстань між колонами 12 м, підлога здатна витримувати навантаження до 10 000 кг/м²;
- виставковий павільйон має сучасні інженерні комунікації: освітлення, вентиляція, опалення, кондиціонування, водопостачання, каналізація, засоби пожежної безпеки, інтернет та wi-fi;
- створено умови для відвідування виставок особами із фізичними вадами: пандуси, туалети;
- звук із мінімальною реверберацією;
- парковка на 1000 авто.

### Спеціальні служби виставкового центру
- Цілодобова охорона
- Різноманітні сервісні служби
- Розміщення реклами на території виставкового центру

## Розташування
Виставковий центр «КиївЕкспоПлаза» раніше знаходився у західній частині Києва по вул. Салютній, 2-Б, поруч із станцією метро «Нивки».
Нині Виставковий центр знаходиться у селі Березівка, що за 25 км на захід від Києва по Житомирській трасі. Від станції метро Житомирська ходить автобус.

## Фотографії
|                    |
| Стенди на виставці |

|                         |
| Конференції на виставці |